# لوتشيانو غونزاليس
لوتشيانو غونزاليس (بالإسبانية: Luciano González Groba)‏ (23 أبريل 1981 بورينيو إسبانيا - ) هو لاعب كرة قدم إسباني يلعب كمدافع.

## روابط خارجية
- لوتشيانو غونزاليس على موقع قاعدة بيانات كرة القدم.إي يو (الإنجليزية)
- لوتشيانو غونزاليس على موقع Soccerway.com (الإنجليزية)
- لوتشيانو غونزاليس على موقع AS.com (الإسبانية)